# Midt-Norge

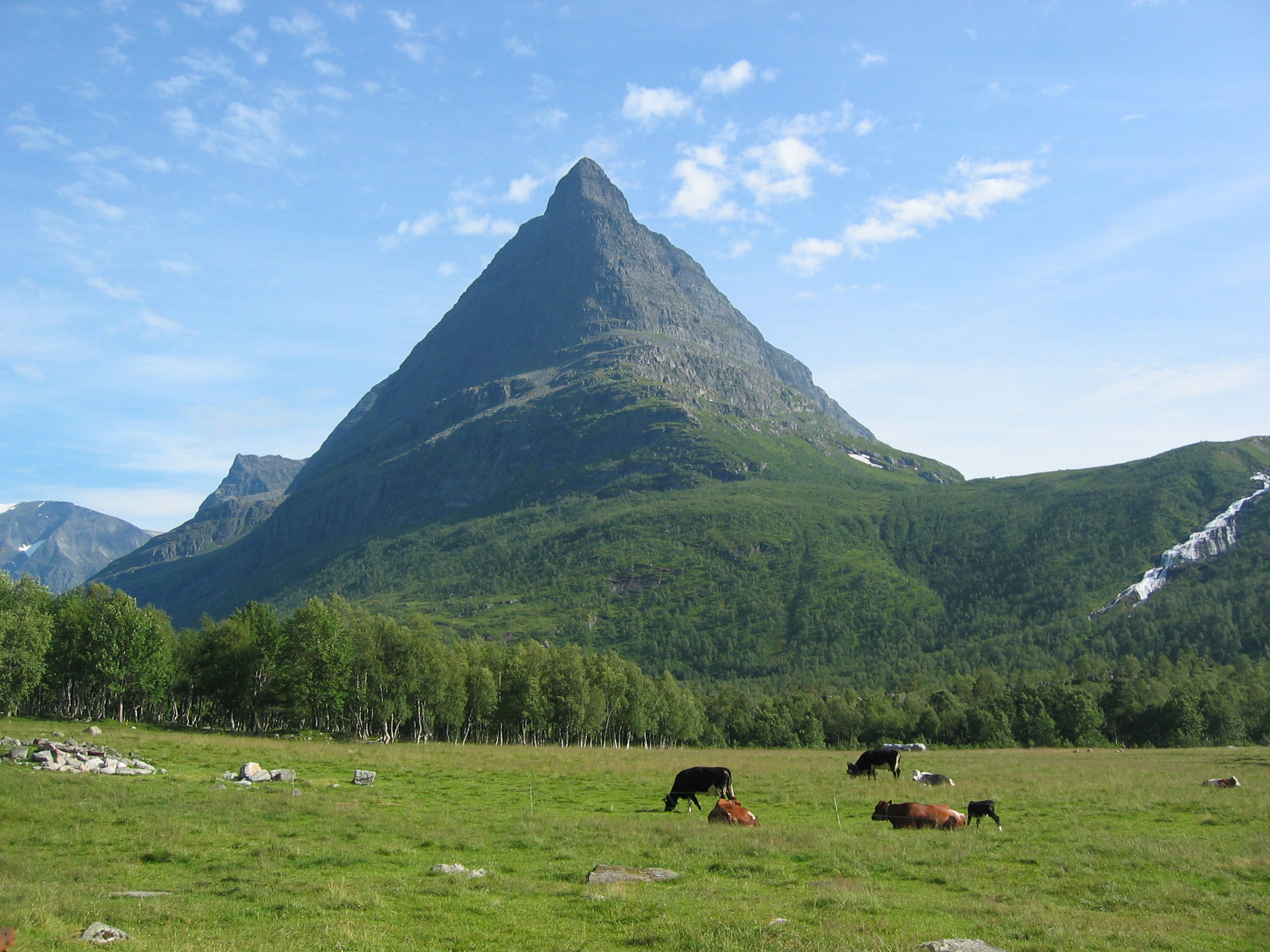
Der Innerdalstårnet im Trollheimen-Gebirge, einer Berglandschaft in Mittelnorwegen.

Midt-Norge (neunorwegisch Midt-Noreg, auf deutsch Mittelnorwegen oder auch Zentralnorwegen) ist eine zentral gelegene norwegische Region. Der norwegische Begriff Midt-Norge wird in einer Vielzahl von Zusammenhängen benutzt, beispielsweise für Einzugs-, Einsatz- oder Zuständigkeitsgebiete bei staatlichen, unternehmerischen oder privaten Aktivitäten.
Midt-Norges Grenzen können nach pragmatischen Gesichtspunkten variiert werden. Es handelt sich dabei nicht um einen der fünf traditionellen Landesteile Norwegens.

## Verschiedene Definitionen
Innerhalb Mittelnorwegens gibt es sprachliche Gemeinsamkeiten (norwegische Dialekte) und auf kulturgeografischer Basis. Allerdings sind Einflüsse immer fließend und verbinden Teilgebiete mit umliegenden Landschaften.
Bezogen auf die Provinzen (Fylke) des Landes werden gemeinhin Trøndelag, Møre og Romsdal und das südliche Nordland (südlich von Bodø) zu Midt-Norge gezählt. So gesehen hätte Midt-Norge etwa 650.000 Einwohner. Das Zentrum stellt die Metropolregion Trondheim dar.
Verschiedene norwegische Behörden, Institutionen und Organisationen sowie einige Unternehmen verwenden abweichende Definitionen zum Umfang der Region Midt-Norge. Helse Midt-Norge (Regionale Gesundheitsversorgung); Frostating lagdømme (Appellationsgericht); Skatteetaten bzw. die Skatt Midt-Norge (Norwegische Steuerbehörde Mittelnorwegen); Utlendingsdirektoratet (Immigrationsbehörde), Integrerings- og mangfoldsdirektoratet (Integrations- und Gleichstellungsbehörde); Arbeidstilsynet (Gewerbeaufsicht); Kystverket (Küstenverwaltung); Statens vegvesen (Straßenbaubehörde) zählen Trøndelag und Møre og Romsdal zum Tätigkeitsfeld Midt-Norge.
Die Norges vassdrags- og energidirektorat (NVE, Norwegische Wasser- und Energiebehörde) zählt zu Midt-Norge: Helgeland, Trøndelag und Nordmøre.
Naturgeografisch liegt im Osten von Midt-Norge der Blåfjella-Skjækerfjella-Nationalpark, das Dovrefjell-Plateau bildet eine natürliche Grenze gegen Südwest. Die Küste im Norden von Midt-Norge ist von zahlreichen schroffen Felslandschaften, Fjorden und Inseln geprägt. Im Zentrum liegt der Trondheimsfjorden mit 130 km Länge von Ørland bis Steinkjer.

## Ursprung
Historische Vorläufer der Region waren der Gerichtsbezirk des Frostatinget, das Bistum Nidaros und das Lehen Trondheims hovedlen.